# Sunrise (Giovanni Allevi)
Sunrise è il settimo album del pianista Giovanni Allevi, pubblicato il 30 ottobre 2012 con etichetta discografica Bizart/Sony Music.
Dopo le composizioni per pianoforte solo del precedente album Alien, Allevi ritorna alle composizioni per orchestra, eseguite dall'Orchestra sinfonica del teatro Carlo Felice di Genova.
Nel concerto per violino e orchestra la parte solistica è affidata al virtuoso polacco Mariusz Patyra.

## Tracce[2]
1. Sunrise - 3:09
2. Mandela - 6:20
3. Symphony of life - 7:55
4. Elevazione - 10:41
5. Heart of snow - 9:50
6. La danza della strega: Concerto in Fa minore per violino e orchestra I - Mosso - 12:33
7. La danza della strega: Concerto in Fa minore per violino e orchestra II - Adagio - 7:48
8. La danza della strega: Concerto in Fa minore per violino e orchestra III - Allegro con slancio - 11:24

## Classifiche
| Classifica                     | Massima posizione raggiunta |
| ------------------------------ | --------------------------- |
| Classifica italiana album FIMI | 2                           |

### Andamento nella classifica italiana
| Posizione | 2 | 5 | 11 | 20 | 26 | 27 | 28 | 26 | 30 | 43 | 52 | 64 | 85 |